# Zollingeria
Zollingeria é um género botânico pertencente à família Sapindaceae.